# Pyramide numéro 50 de Lepsius
La pyramide no 50 de Lepsius est une pyramide anonyme, sans doute inachevée, située à Dahchour en Égypte. Elle doit son nom à son découvreur l'égyptologue Karl Richard Lepsius qui la place au cinquantième rang dans sa liste des pyramides d'Égypte.
Elle est localisée à l'est de la pyramide rouge de Snéfrou. En 1986, elle a fait l'objet d'une étude menée par la mission allemande de l'égyptologue Rainer Stadelmann. Ce dernier la date de la IVe dynastie voire de la Ve dynastie. Il ne reste du monument que quelques gros blocs de calcaire de l'infrastructure et les vestiges d'une rampe de briques crues.

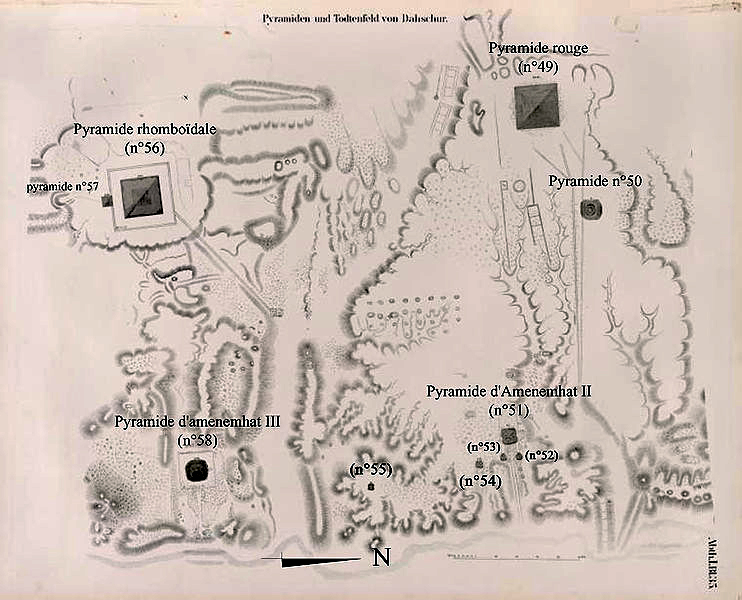
Position de la pyramide sur la carte de Lepsius